# Азбрук
Азбру́к (фр. Hazebrouck, нидерл. Hazebroek, в переводе с нидерландского «заячье болото») — коммуна во Франции, регион О-де-Франс, департамент Нор, центр одноименного кантона. Расположена в 43 км от Лилля и 40 км от Дюнкерка, в 12 км от автомагистрали А25. В центре коммуны расположена железнодорожная станция Азбрук линий Лилль-Кале и Аррас-Дюнкерк.
Население (2017) — 21 441 человек.

## История
Принято считать, что в период правления короля Дагоберта I монахи очистили от леса и осушили болота, положив начало поселению в этом месте. В 1122 году граф Фландрский Карл I дает Азбруку его имя. По-нидерландски haas означает «заяц», а broek — «болото». В 1141 году Азбрук упоминается в перечне местностей и поселений, подвластных архиепископу Реймскому.
Во время многочисленных войн между Францией и Нидерландами Азбрук неоднократно разграблялся и сжигался, всякий раз отстраиваясь заново. В 1512 году построена церковь Сент-Элуа, в настоящее время являющаяся старейшим зданием города, а в 1616 году в Азбруке основан монастырь ордена августинцев.
В 1848 году в Азбруке была построена станция железной дороги Лилль-Дюнкерк. Появление железной дороги существенно повлияло на жизнь горожан, способствовав их культурному сближению с Францией. Несмотря на то, что Азбрук вошел в состав Франции в 1678 году по Неймегенскому соглашению, большинство населения говорило на фламандском языке, а к началу XX века перешло на французский. Железная дорога также способствовала развитию местной промышленности, прежде всего ткацкой.

## Достопримечательности
- Здание мэрии 1807 года в стиле неоклассицизм
- Церковь Святого Элигия (Элуа) XV века
- Церковь Нотр-Дам середины XX века
- Бывший монастырь капуцинов
- Художественный и краеведческий музей Августин в здании бывшего монастыря
- Музей аббата Жюля Лемира

## Экономика
Структура занятости населения:
- сельское хозяйство — 0,7 %
- промышленность — 8,2 %
- строительство — 4,9 %
- торговля, транспорт и сфера услуг — 39,2 %
- государственные и муниципальные службы — 47,0 %

Уровень безработицы (2017) — 14,5 % (Франция в целом — 13,4 %, департамент Нор — 17,6 %). 

Среднегодовой доход на 1 человека, евро (2017) — 19 360 (Франция в целом — 21 110, департамент Нор — 19 490).

## Демография
Динамика численности населения, чел.

## Администрация
Пост мэра Азбрука с 2020 года занимает Валантен Бельваль (Valentin Belleval). На выборах 2020 года возглавляемый им правый список одержал победу во 2-м туре, получив 41,96 % голосов (из трех списков).
| Период | Период | Фамилия           | Партия                  | Примечания                                                            |
| ------ | ------ | ----------------- | ----------------------- | --------------------------------------------------------------------- |
| 1971   | 1983   | Аман Морис        | Социалистическая партия | член генерального совета департамента                                 |
| 1983   | 1995   | Морис Сергераэр   | Разные правые           | член генерального совета департамента, депутат Национального собрания |
| 1995   | 2008   | Поль Блондель     | Разные правые           | банковский служащий, член генерального совета департамента            |
| 2008   | 2014   | Жан-Пьер Аллосери | Социалистическая партия | член генерального совета департамента, депутат Национального собрания |
| 2014   | 2020   | Бернар Дебакер    | Разные правые           | коммерсант                                                            |
| 2020   |        | Валантен Бельваль | Разные правые           |                                                                       |

## Города-побратимы
- Суаньи, Бельгия
- Фавершем, Великобритания
- Кёльн, Германия
- Порц-ам-Рейн, Германия

## Известные уроженцы
- Пьер Жюстен Маккар (1778—1885), энтомолог, специалист по двукрылым
- Луи Флоран Блёзе (1884—1941), гобоист и музыкальный педагог
- Эме Маг (1906—1981), литограф, издатель, крупнейший коллекционер и торговец современным искусством
- Альбер Вануа (1923—2021), иезуит, французский кардинал, богослов, секретарь Папской Библейской Комиссии с 1990 по 2001 годы

## Галерея
- Церковь Святого Элигия
- Церковь Нотр-Дам
- Музей Августин

1. 1 2  база данных о французских коммунах — Национальный географический институт Франции, 2015.